# 天文台

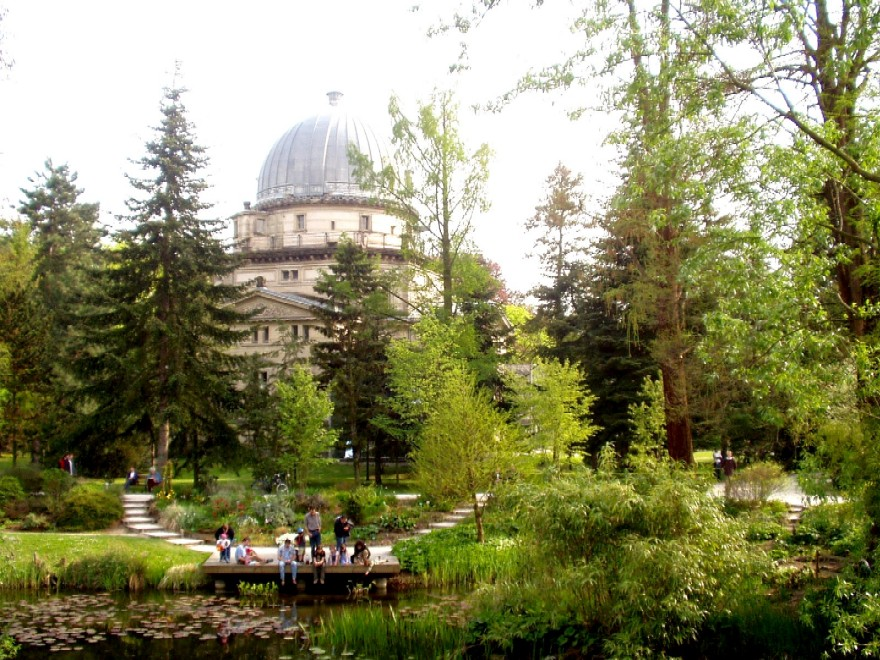
斯特拉斯堡天文臺

天文臺又称观象台，是指研究和觀測天文現象的機構。天文臺觀測天文現象時，為了能更加精確地作出觀測結果，天文臺的觀測站都會建於山上，因為地面上的城市燈光過亮，會影響天文望遠鏡觀測的準確性。

## 历史
公元前2600年，古埃及为了观测天狼星，建立了迄今为止已知世界上最早的天文台；前2000年，巴比伦也建立了天文台。相傳中国在大约2500年前，也开始有天文台，当时称为清台、灵台、观象台。
古代许多国家的天文台常常不但是天文观测的场所，也是运用占星学的场所，也因此天文台一般都为统治者所控制。
15-16世纪，欧洲的一些天文学家开始建立自己的天文台，其中很著名的就是丹麦天文学家第谷1576年在哥本哈根建立的天文台，它配备了当时最先进的天文仪器。
天文望远镜发明后，天文台得到了发展。1667年法国建立了巴黎天文台；1675年英国建立了格林尼治天文台；1887年美国建立了利克天文台。
20世纪，天体物理学的发展进一步促进了天文台的发展，许多天文台装备了大口径的反射望远镜。目前世界上大约有400个大型的天文台。

## 分类
现代天文台分为：

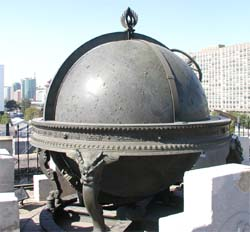
北京古观象台上的天体仪

- 光學天文台：主要装备各光学天文仪器，如光学天文望远镜、太阳镜等，从事方位天文学或天体物理学方面的研究
- 射电天文台：一般主要由巨型甚至超巨型的无线接受设备和基站等构成，装备射电望远镜，观察的范围更大，受干扰小，从事射电天文学的研究
- 空间天文台，主要有一些用于空间观测的人造卫星组成，配备非常先进的光学观测系统。

另外还有一些教学天文台以及大众天文台，教学天文台一般设置在一些大学学院，用于教学研究，而大众型天文台主要起到普及天文的作用，对大众开放。

## 特殊例子
- 香港天文台實際上是香港的氣象台。雖然天文台會向市民發放天文資訊，但仍以提供氣象服務為主[1]。